# Trevor Releford
Trevor Releford (ur. 23 grudnia 1991 w Kansas City) – amerykański koszykarz występujący na pozycji rozgrywającego. Od sierpnia 2015 roku koszykarz greckiego klubu Kolossos Rodou B.C.
Releford w latach 2010–2014 był zawodnikiem zespołu Alabama Crimson Tide, reprezentującego w rozgrywkach dywizji I NCAA uczelnię University of Alabama. W jego barwach rozegrał 134 spotkania, w których zdobywał średnio po 14 punktów, 3,1 zbiórki, 2,9 asysty i 2 przechwyty na mecz. Po zakończeniu gry w NCAA zgłosił się do udziału w drafcie NBA, jednak nie został w nim wybrany. Latem 2014 roku występował w lidze letniej NBA w barwach Atlanty Hawks, gdzie w 5 spotkaniach zdobywał średnio niespełna 7 punktów na mecz.
W lipcu 2014 roku podpisał kontrakt z Wilkami Morskimi Szczecin. Pod koniec stycznia 2015 roku odniósł kontuzje barku i kolana, w wyniku których przedwcześnie zakończył występy w sezonie 2014/2015. Do tego momentu był najlepiej punktującym w sezonie koszykarzem zespołu ze Szczecina. W tym czasie rozegrał 16 spotkań w Polskiej Lidze Koszykówki, we wszystkich występując w „pierwszej piątce”. Zdobywał w nich średnio po 18,2 punktu, 4,6 asysty, 3,3 zbiórki i 1,9 przechwytu na mecz.
W sierpniu 2015 roku podpisał kontrakt z klubem Kolossos Rodou B.C., występującym w rozgrywkach A1 Ethniki.
Jego starszy brat – Travis również jest koszykarzem.